# 632
632 (DCXXXII) fue un año bisiesto comenzado en miércoles del calendario juliano, en vigor en aquella fecha.

## Acontecimientos
- Yazdgerd III, rey sasánida asciende al trono persa.
- Un fuerte terremoto sacude Armenia.

## Fallecimientos
- 8 de junio: Mahoma muere en Medina (península arábiga). Tras su muerte, la autoridad política y religiosa es denominada califa, que significa "sucesor del mensajero de Dios".
- Cariberto II, rey franco merovingio de Aquitania.